# 烏克蘭斯凱 (赫米利尼克區)
49°39′14″N 27°49′30″E / 49.65389°N 27.82500°E
烏克蘭斯凱（烏克蘭語：Українське），是烏克蘭西南部文尼察州赫米利尼克區維蒂夫齊市鎮的村落。面積1.1平方公里，海拔高度284米，2001年人口98，人口密度每平方公里89.09人。